# 헬튼 고드윈 베인즈

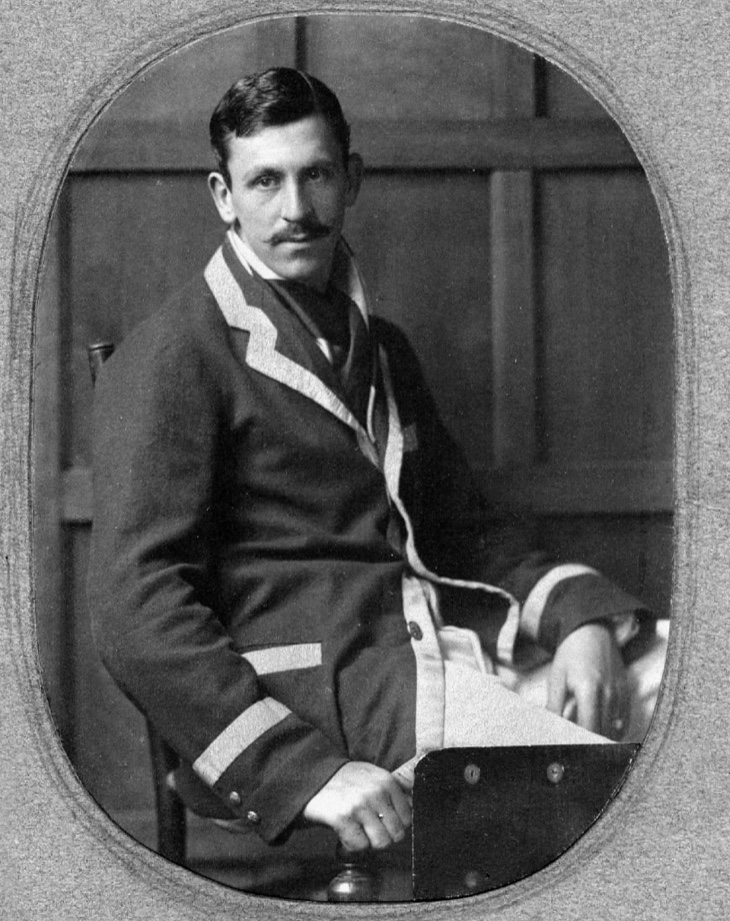

헬튼 고드윈 베인즈(Helton Godwin Baynes, H. G. Baynes,1882년 6월 26일, 햄스테드- 1943)는 피터 베인즈(Peter Baynes)로도 알려져 있으며 영어권 분석 심리학자이자 작가이며 카를 융(Carl Jung)의 친구이자 번역가였다.

## 번역서
칼 융의 '심리유형'(Psychological Types) 또는 '개별적 존재에 관한 심리학'(The Psychology of Individuation)으로 불리는 저서를 영문으로 번역한 것으로도 훌륭한 업적을 남겼다. 이 저작물은 칼융의 저작물모음집 제6권(Collected Works Vol 6 - CW6)으로 잘 알려져있다. 이 CW6에는 칼융이 국제정신분석학회 회장직 역임중에 뮌헨에서 행한 연설문 '심리유형연구기고문'의 영문 번역문도 부록으로 수록되어 있다.

## 같이 보기
- 콘스탄스 엘렌 롱
- 알프레트 아들러